# سیارک ۲۸۴۹
سیارک ۲۸۴۹ (به انگلیسی: 2849 Shklovskij، نامگذاری:1976GN3) دو هزار و هشتصد و چهل و نهمین سیارک کشف شده‌است که در ۱ آوریل ۱۹۷۶ کشف شد.
قدر مطلق سیارک برابر ۱۲٫۷۰ است.